# Olxukóvskaia
Olxukóvskaia (en rus: Ольшуковская) és un poble de l'óblast de Vólogda, a Rússia, que el 2002 tenia 39 habitants. Pertany al districte rural de Vójega.